# Cassianeura aurea
Cassianeura aurea är en insektsart som beskrevs av Irena Dworakowska 1980. Cassianeura aurea ingår i släktet Cassianeura och familjen dvärgstritar. Inga underarter finns listade i Catalogue of Life.